# Ristinkallio
Ristinkallio est un quartier de Kotka en Finlande.

## Présentation
Ristinkallio est situé à l'est du centre de Karhula.
La zone verdoyante est composé de petites zones de petites maisons individuelles d'âges différents.
Le parc immobilier est principalement composé de maisons familiales, le quartier compte également des zones de maisons en rangée et un groupe de huit immeubles d'appartements préfabriqués autour de Pahkakatu et Kääpäkatu.
Dans les parties orientales de la ville se trouve la petite zone industrielle de Keltakallio. 
Les parties nord de Ristinkallio ont aussi été classées en petite zone industrielle. 
L'école d'Otsola est située dans le quartier de Ristinkallio.

## Transports
L'ancienne route de Viipuri ou Kuninkaantie traverse le nord du quartier de Ristinkallio. 
La route nationale 7 et la route régionale 170 traversent le sud du quartier.
Ristinkallio est desservi par les bus :
- 1 Kotka Norskankatu-Hamina
- 37B	Karhula-Vesitorninkatu